# Escudo de la República Socialista Soviética de Ucrania
El emblema estatal de la República Socialista Soviética de Ucrania fue aprobado el 14 de marzo de 1919 por el gobierno de la República Socialista Soviética de Ucrania. Está basado en el emblema nacional de la URSS.

## Descripción
El emblema está compuesto por la hoz y el martillo (símbolos soviéticos) dentro de una cartela roja y, debajo de esta, un sol naciente, que representa el futuro del pueblo ucraniano, abrazados por dos haces de trigo (que representan la agricultura) rodeadas por una cinta roja que lleva el lema de la Unión Soviética, «¡Proletarios de todos los países, uníos!», escrito en ruso (Пролетарии всех стран, соединяйтесь!, romanizado: Stran Proletarii vsekh, soyedinyaytes!), y en ucraniano (Пролетарі всіх країн, єднайтеся!, romanizado: Krain Proletari vsikh, yednaĭtesya!). Abajo en el centro, se encuentra una inscripción que dice <<Українська РCP>> ("RSS de Ucrania" en ucraniano). Una estrella roja con borde dorado (simbolizando el "socialismo en los cinco continentes") se encuentra en la parte superior del emblema.

## Historia
El 1 de diciembre de 1947, para consultar con el diseño del escudo de armas, Mykhailo Hrechukha, quien era el presidente del Presidium de Verkhovna Rada en ese momento, envió una carta a Demyan Korotchenko, quien era el jefe de Estado de la RSS de Ucrania. Le preocupaba el diseño del escudo de armas de la RSS de Ucrania en ese momento, que solo consta del lema en idioma ucraniano.
Por decreto del Presídium del Sóviet Supremo de la RSS de Ucrania del 21 de noviembre de 1949 y por la ley adoptada por el Soviet Supremo de la RSS de Ucrania el 5 de julio de 1950, se añadió una estrella roja de cinco puntas en la parte superior del escudo de armas de la República Socialista Soviética de Ucrania y también el lema, el nombre de la república en ucraniano y el lema en ucraniano y ruso se transfieren a las bobinas laterales de la burocracia.
El emblema fue cambiado en 1992 hasta el presente escudo de armas, que fue propuesto por primera vez en 1917.

## Versiones anteriores

Emblema de la República Socialista Soviética de Ucrania (1918)
Emblema de la República Socialista Soviética de Ucrania (1919-1929)
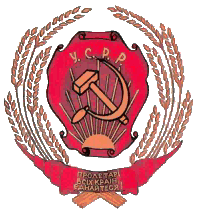
Emblema de la República Socialista Soviética de Ucrania (1929-1937)
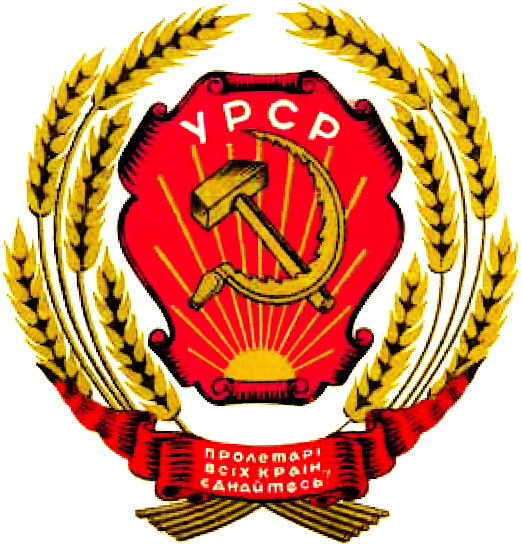
Emblema de la República Socialista Soviética de Ucrania (1937-1949)
Emblema de la República Socialista Soviética de Ucrania (1949-1991)